# Оленьки
Оленьки (лат. Dorcus) — род жуков из семейства Рогачи.

## Описание
Средних размеров и крупные жуки, размером до 111 мм (Dorcus titanus). Окраска тёмная, преимущественно чёрная. Глаза на 2/3 разделены щечными выступами. Верхние челюсти самцов у европейских видов незначительно длиннее, чем у самок. Усики с 4-члениковой булавой. Передние голени сверху с несколькими килями или бороздками. Задние голени с 1 шипом по наружному краю.

## Ареал
Широко распространен в Европе, на Кавказе и в Западной Азии, в Северо-Западной Африке, Юго-Восточной Азии.

## Биология
Жуки активны летом, лёт в сумерках и первой половине ночи.

## Виды

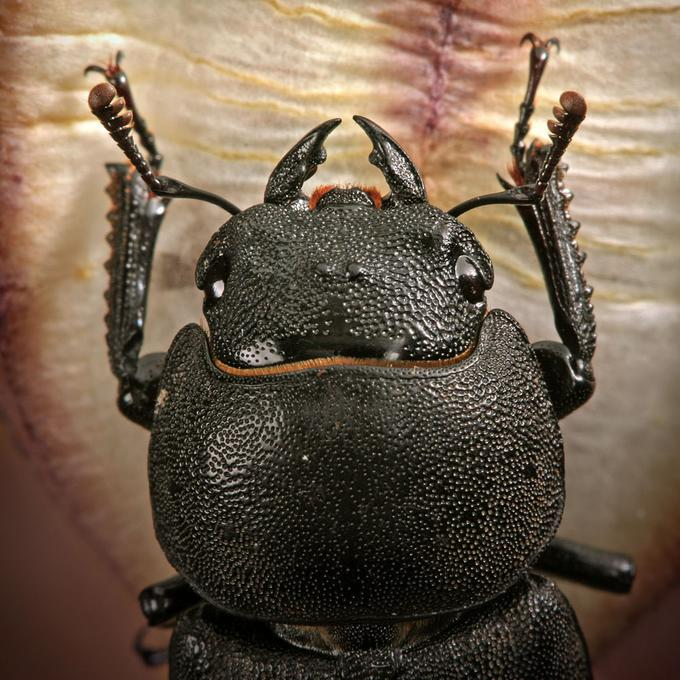
Голова самки Dorcus parallelipipedus

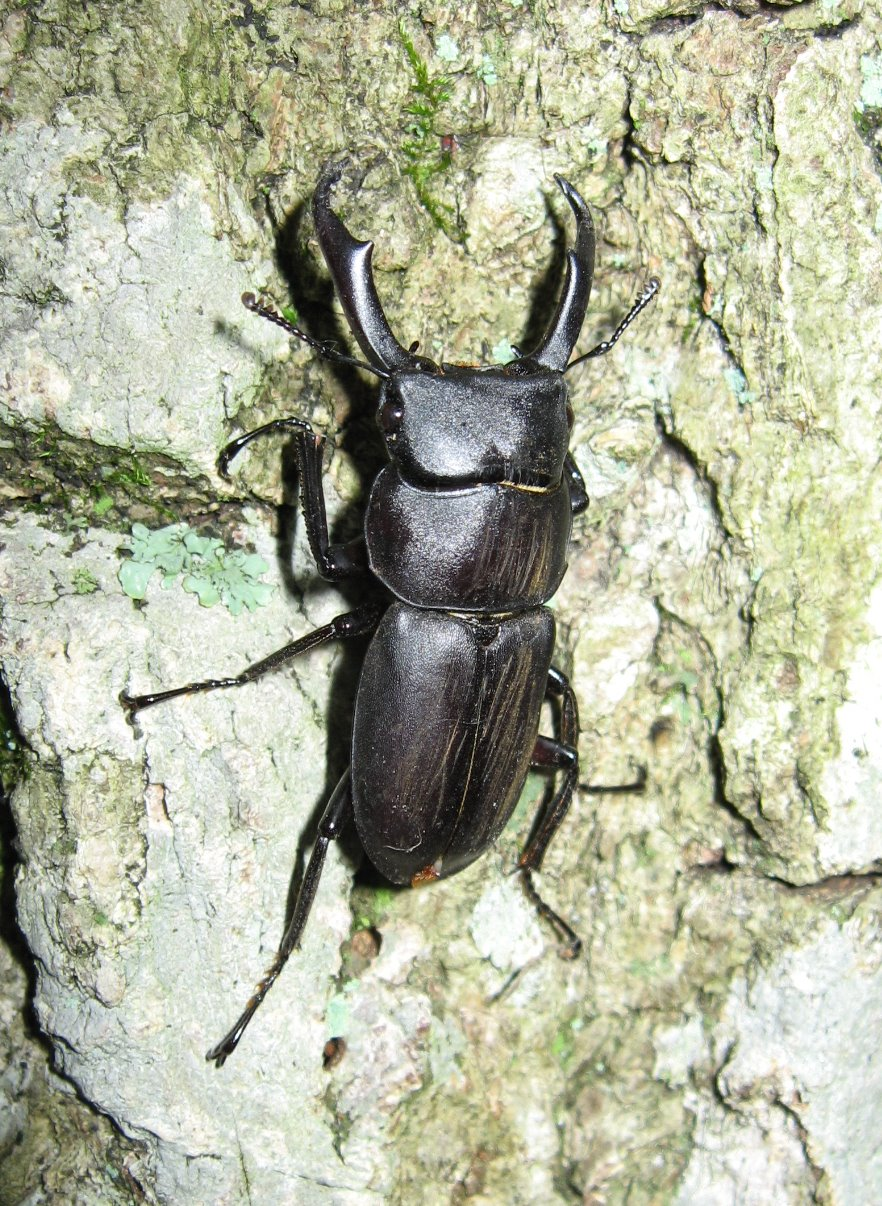
Самец Dorcus rectus

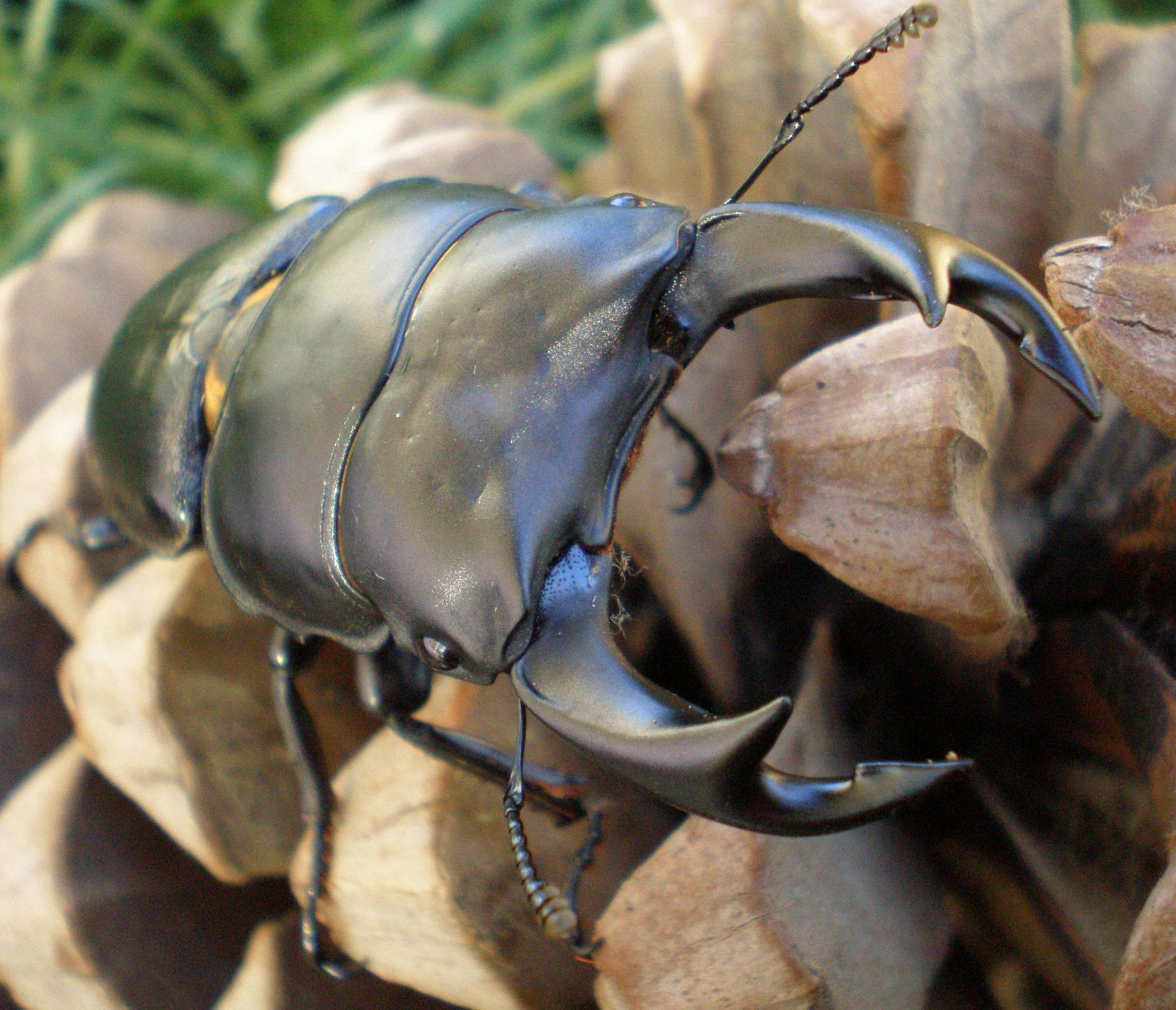
Dorcus hopei binodulosus

1. Dorcus akahorii
2. Dorcus alcides
3. Dorcus alexisi Muret & Drumont, 1999
4. Dorcus amamianus
5. Dorcus antaeus
6. Dorcus arfakianus
7. Dorcus arrowi
8. Dorcus binodulosus
9. Dorcus brevis
10. Dorcus bucephalus
11. Dorcus carinulatus
12. Dorcus consentaneus
13. Dorcus curvidens
14. Dorcus cylindricus
15. Dorcus davidis
16. Dorcus elegantulus
17. Dorcus emikoae
18. Dorcus eurycephalus
19. Dorcus formosanus
20. Dorcus gracilicornis
21. Dorcus grandis
22. Dorcus hopei
23. Dorcus hyperion
24. Dorcus japonicus
25. Dorcus kyanrauensis
26. Dorcus metacostatus
27. Dorcus miwai Benesh, 1936
28. Dorcus montivagus
29. Dorcus musimon Gené, 1836
30. Dorcus nepalensis
31. Dorcus parallelus
32. Dorcus parallelipipedus
33. Dorcus parryi
34. Dorcus parvulus
35. Dorcus peyronis
36. Dorcus prochazkai
37. Dorcus ratiocinativus
38. Dorcus rectus
39. Dorcus reichei
40. Dorcus ritsemae
41. Dorcus rubrofemoralus
42. Dorcus rudis
43. Dorcus sawaii
44. Dorcus schenklingi
45. Dorcus sewertzowi
46. Dorcus striatipennis
47. Dorcus suturalis
48. Dorcus taiwanicus
49. Dorcus tanakai
50. Dorcus taurus
51. Dorcus tenuecostatus
52. Dorcus thoracicus
53. Dorcus titanus
54. Dorcus tormosanus
55. Dorcus ursulus
56. Dorcus vavrai
57. Dorcus velutinus
58. Dorcus vicinus
59. Dorcus yamadai